# لكسون (الرقة)
لكسون قرية سورية تتبع ناحية الكرامة في منطقة مركز الرقة في محافظة الرقة. بلغ عدد سكانها 3440 نسمة في عام 2004 حسب إحصاء المكتب المركزي للإحصاء.